# Hostýnské vrchy
Die Hostýnské vrchy (deutsch Hosteiner Berge) sind ein Gebirgsrücken der Westbeskiden in Tschechien.
Sie erstrecken sich östlich der Stadt Holešov und südlich der Städte Bystřice pod Hostýnem und Valašské Meziříčí in Ostmähren. Nach Norden schließen sich das Beskidenvorland (Podbeskydská pahorkatina) und die von der Bečva durchflossene Mährische Pforte, im Nordosten die Rosenauer Senke von den Mährisch-Schlesischen Beskiden an. Das Tal der Vsetínská Bečva bildet im Osten die natürliche Grenze zu den Vsetínské vrchy. Südöstlich stößt der Gebirgsrücken an die Javorníky. Nach Süden geht er über die Freistadtler Senke (Fryštácká brázda) in das Wisowitzer Bergland über. Westlich der Hostýnské vrchy beginnt die Marchebene.
Das Gebirge hat eine Ausdehnung von 291 km² und ist zu großen Teilen bewaldet. Höchste Erhebung ist mit 864 m n.m. der Kelčský Javorník. Bekannter ist der Wallfahrtsberg Hostýn (Hostein, 735 m), von dem sich auch der Name des Gebirges herleitet.
Untergliedert werden die Hosteiner Berge in vier Untereinheiten, die Hoštaľkovská vrchovina, Liptálské hřbety, Lukovská vrchovina und Rusavská hornatina.
Bedeutendste Städte sind Bystřice pod Hostýnem, Fryšták, Holešov, Valašské Meziříčí und Vsetín. 
Entwässert wird das Gebirge im Westen durch die Rusava und Dřevnice; im Norden durch die Moštěnka und Bystřička, die zur March fließen. Die Juhyně im Norden führt ihr Wasser der Bečva zu, ebenso die Rokytenka und Vsetínská Bečva im Osten. 